# Gara Bârlad
Gara Bârlad este o stație de cale ferată care deservește municipiul Bârlad, România.